# Пиипер, Эндель
Эндель Пиипер (эст. Endel Piiper; 1931 — неизвестно) — советский хоккеист, вратарь.
В чемпионате СССР провёл четыре сезона, выступал за команды «Динамо» Таллин (1949/50, 1952/53) и ОДО Ленинград (1950/51 — 1951/52).